# Tokyo Eyes
Tokyo Eyes è un film del 1998 diretto da Jean-Pierre Limosin.

## Trama
K (Shinji Takeda), un giovane debugger giapponese e programmatore free-lance (anche collezionista di LP Techno nel tempo libero), è un giustiziere che spara non mortalmente ai malfattori che incontra nella sua vita quotidiana.
Prima di ogni sparo, indossa un paio di occhiali spessi. I media locali danno subito al misterioso aggressore il nome di "Quattrocchi" (Le Bigleux nella versione originale, ovvero "il miope"), basandosi sulla composizione della polizia.
Hinano (Hinano Yoshikawa) è una ragazza di diciassette anni che lavora part-time come parrucchiera. Vive con il fratello maggiore Roy, un agente di polizia (Tetta Sugimoto) assegnato al caso "Quattrocchi". Mentre è in metropolitana, nota un giovane che filma di nascosto gli altri passeggeri e, incuriosita, inizia a seguirlo. In seguito, chiede alla sua amica e collega Naomi (Kaori Mizushima) di unirsi alle sue indagini sullo strano giovane.
Alla fine si avvicina a K e i due diventano subito amici. Lui la invita nel suo appartamento e condivide con lei i suoi interessi per la musica trance e i videogiochi. Hinano è sospettosa, ma cede e si ritrova nel bel mezzo di una storia d'amore con il giovane anticonvenzionale.
Nel frattempo, Quattrocchi è ancora a piede libero e le indagini di Roy non si avvicinano alla ricerca dell'assassino. Hinano assiste a una delle sparatorie di K ed è combattuta su cosa fare con questa conoscenza. Hinano affronta K e quest'ultimo spiega di aver modificato la sua pistola per renderla imprecisa, presumibilmente in modo che i proiettili non colpiscano effettivamente il bersaglio. Tuttavia, più tardi K uccide accidentalmente una delle sue vittime, un uomo che stava rompendo con una ragazza per un'altra.
In un secondo confronto, K rivela che usa gli occhiali spessi per far sì che le sue vittime rimangano ferme e che lui stesso non possa vedere chiaramente le sue vittime. Ammette che non sarebbe in grado di sparare alle sue vittime se le guardasse negli occhi. Inoltre, riprende i video per il desiderio di vedere cosa succede nel mondo, non solo di guardare. Nonostante abbia molti filmati di persone, dice che è difficile vedere. Ma K spiega a Hinano che è disposto a rinunciare a tutto questo e si riferisce a Quattrocchi come a qualcuno da cui può separarsi, il che mette Hinano a suo agio.
K riceve la visita di un membro della yakuza di basso rango (Takeshi Kitano) che viene a ritirare la pistola di K, apparentemente prestata, ma che viene accidentalmente sparata nel basso ventre di K. K non va all'ospedale, ma incontra Hinano e passeggia con lei. K chiede a Hinano di incontrarlo in cima all'edificio più alto di Tokyo. Hinano lo aspetta in cima a una piattaforma panoramica, ma K, soccombendo alla ferita, oscilla pericolosamente sul marciapiede di una strada trafficata. Nell'ultima sequenza, Hinano cammina per strada. La sua mano viene afferrata; alza lo sguardo e vede il viso sorridente di K.
Il finale è ambiguo, poiché non è chiaro se K sia morto. Va sottolineato che la versione internazionale, compresa quella giapponese, presenta sette minuti di filmati aggiuntivi e un finale più esplicito rispetto alla versione originale.